# Robert Mehr
Robert Mehr (* 1. April 1886 in Linz; † 21. April 1935 ebenda) war ein sozialdemokratischer Politiker und Linzer Bürgermeister von 1927 bis 1929.
Robert Mehr entstammte einer kinderreichen Eisenbahnerfamilie, deren jüngstes Kind er war. Auch er wurde Eisenbahner und erlernte in einer Werkstätte der Bundesbahnen das Schlosserhandwerk.
Darüber hinaus engagierte er sich in der Sozialdemokratischen Arbeiterpartei, für die er von 1920 bis 1931 im Linzer Stadtschulrat vertreten war. Von 1919 bis 1932 war er Abgeordneter im Oberösterreichischen Landtag und im Linzer Gemeinderat. Zudem war er von 1919 bis 1923 Vizebürgermeister von Linz.
Am 29. September 1927 wurde Mehr zum Nachfolger des verstorbenen Bürgermeisters Josef Dametz gewählt. Dieses Amt hatte er bis zum 15. Oktober 1929 inne. Sein Nachfolger wurde Eduard Euller.